# Nymphulodes
Nymphulodes là một chi bướm đêm thuộc họ Crambidae.